# أوامر التغيير الهندسي
يتم استخدام أوامر التغيير الهندسي (ECO) لإدخال تغييرات في المكونات، أو عمليات التجميع، أو المستندات مثل العمليات وإرشادات العمل. وقد يتم استخدامها أيضًا لإدخال تغييرات في المواصفات.
ويطلق أيضًا على أمر التغيير الهندسي اسم إخطار التغيير الهندسي أو إشعار التغيير الهندسي (ECN) أو التغيير الهندسي (EC) فقط.
في دورة تطوير النظام التقليدية، قد تتغير المواصفات أو التطبيقات خلال عملية التطوير الهندسي أو أثناء دمج عناصر النظام. وعادةً ما يشار إلى تلك التغييرات في التصميم التي تحدث في آخر لحظة بوصفها أوامر تغيير هندسي (ECO)، حيث تؤثر على الأداء الوظيفي للتصميم بعد أن يكتمل كليًا أو جزئيًا. ويمكن لأوامر التغيير الهندسي أن تعوض أخطاء التصميم التي توجد أثناء التصحيح، أو التغييرات التي يتم إدخالها على مواصفات التصميم للتعويض عن مشكلات التصميم في جوانب أخرى من تصميم النظام.

## تصميم الشرائح
في تصميم الشرائح، يشير أمر التغيير الهندسي إلى عملية إدخال تغيير منطقي مباشرةً على قائمة الشبكة بعد أن تتم معالجتها بأداة أوتوماتيكية. وقبل صُنع قناع الشريحة، يتم عادة إصدار أوامر التغيير الهندسي لتوفير الوقت عن طريق تجنب الحاجة إلى التكوين المنطقي (ASIC) الكامل للدائرة المتكاملة بالتطبيق، وتخطيط التكنولوجيا، والتشغيل، والتوجيه، واستخراج التخطيط، والتحقق من التوقيت. وغالبًا ما يتم تصميم أدوات أتمتة التصميم الإلكتروني (EDA) باستخدام أوضاع تشغيل تفاضلية لتسهيل هذا النوع من أوامر التغيير الهندسي.
بعد صنع الأقنعة، قد يتم إصدار أوامر التغيير الهندسي لتوفير الأموال. وإذا كان من الممكن أن يتم تنفيذ أي تغيير عن طريق تعديل بضع طبقات (عادة ما تكون معدنية ) فقط، تكون التكلفة آنذاك أقل بكثير مما ستكون عليه إذا تمت إعادة بناء التصميم من الصفر. ويرجع ذلك إلى أن بدء العملية من البداية يتطلب دائمًا أقنعة ضوئية جديدة تمامًا لجميع الطبقات، مع العلم بأن أي قناع من ضمن 20 قناعًا أو نحو ذلك في عملية تصنيع أشباه الموصلات الحديثة يكون باهظ التكلفة للغاية. ويعرف التغيير الذي يتم تنفيذه عن طريق تعديل بضع طبقات فقط باسم أمر التغيير الهندسي لمرحلة القناع المعدني أو أمر التغيير الهندسي لمرحلة ما بعد القناع. وغالبًا ما يقوم المصممون بوضع بوابات منطقية غير مستخدَمة بشكل ضئيل على التصميم، كما تحتوي أدوات أتمتة التصميم الإلكتروني على أوامر متخصصة، وذلك لجعل هذه العملية أكثر سهولة.
من بين أوامر التغيير الهندسي الأكثر شيوعًا في تصميم الدائرة المتكاملة بالتطبيق هو أمر التغيير الهندسي ذو القائمة الشبكية على مستوى البوابة. وفي هذا الاتجاه، يقوم المهندسون بمراجعة قائمة الشبكة على مستوى البوابة يدويًا، بدلاً من إعادة تشغيل التكوين المنطقي. تتسبب هذه العملية في شعور القائمين عليها بالضجر؛ حيث يلزم البحث عن ملفات قائمة الشبكة بسبب المنطق الذي يؤثر عليه التغيير، وتكون الملفات بحاجة إلى المراجعة لتنفيذ التغييرات صعودًا وهبوطًا في التسلسل الهرمي، كما تكون الملفات بحاجة إلى التتبع والتحقق للتأكد فعليًا من أن ما هو بحاجة إلى التغيير قد تغير بالفعل ولا شيء أكثر من ذلك. وهذه عملية تستهلك الكثير من الوقت والموارد وعُرضةً لوقوع الأخطاء بسهولة. لذلك يتم استخدام التدقيق المنهجي المُكافئ عادةً بعد أوامر التغيير الهندسي لضمان أن عمليات التنفيذ التي تمت مراجعتها تطابق المواصفات المُنقَحة.
ومع الضغوط الناتجة عن ضرورة تقليل فترة طرح المنتج في السوق وارتفاع تكلفة الأقنعة في صناعة أشباه الموصلات، بدأت العديد من شركات أتمتة التصميم الإلكتروني بتطبيق المزيد من الأتمتة في عملية تنفيذ أوامر التغيير الهندسي. وتتضمن معظم المنتجات التي يتم تصميمها بأسلوب التشغيل والتوجيه الشائعة بعض المستويات من توجيه مسار أوامر التغيير الهندسي المضمنة من أجل المساعدة في تنفيذ جانب أوامر التغيير الهندسي على المستوى المادي. ولقد أعلنت شركة كادينس لأنظمة التصميم مؤخرًا عن منتَج أطلقت عليه اسم المصمم المطابق لأوامر التغيير الهندسي الذي يقوم بأتمتة إنشاء أوامر التغيير الهندسي الوظيفية، وهي غالبًا أكثر العمليات المملة في تنفيذ أوامر التغيير الهندسي. ويستخدم هذا المنتج تقنية التدقيق المنهجي المُكافئ وتقنيات التكوين المنطقي لإنتاج أوامر تغيير هندسي ذات قائمة شبكية على مستوى البوابة قائمة على مستوى نقل السجل (RTL) المتغيِر. وقد كانت شركة سينوبسيس تمتلك في الماضي منتجًا يُعرف باسم مترجم أوامر التغيير الهندسي ولكنه لم يُعد مستعمَلاً الآن. كما تمتلك شركة سينوبسيس (Synopsys) الآن جهاز برايم تايم إيكو (PrimeTime-ECO) للتعامل مع أوامر التغيير الهندسي. ولقد برزت أيضًا منتجات تويكر-إف1 وتويكر-تي1 في مؤتمر أتمتة التصميم لعام 2012 لحساب خوارزميات أوامر التغيير الهندسي.

## تصميم المنتج
في مجال تطوير المنتج، تظهر الحاجة إلى التغيير بسبب:
- تصحيح خطأ في التصميم لم يظهر بشكل واضح حتى مرحلة الاختبار والنمذجة، أو حتى يكشف استخدام المستهلك ذلك.
- يستلزم أي تغيير في متطلبات المستهلك إعادة تصميم جزء من المنتَج
- أي تغيير في المواد أو طريقة التصنيع. ويمكن أن يحدث ذلك بسبب عدم توافر المواد، أو تغيير البائعين، أو التعويض عن أخطاء التصميم.

ولابد أن يحتوي إخطار التغيير الهندسي على الأقل على هذه المعلومات:
- تحديد ما هو بحاجة إلى التغيير. ويجب أن يشمل ذلك رقم القطعة، واسم المكون، مع الإشارة إلى الرسومات التي يظهر فيها العنصر بالتفاصيل، أوالتجميع.
- سبب (أسباب) التغيير.
- وصف التغيير. ويتضمن ذلك رسمًا للمكون قبل التغيير وبعده. وبصفة عامة، تكون تلك الرسومات فقط للتفاصيل التي تأثرت بالتغيير.
- قائمة المستندات والأقسام التي تأثرت بالتغيير. ويعد أكثر الأجزاء أهمية في أي تغيير رؤية أن جميع المجموعات ذات الصلة بهذا التغيير قد تم إخطارها وتزويدها بجميع المستندات المحدّثة.
- الموافقة على التغيير. وكما هو الحال مع التفاصيل ورسومات التجميع، ينبغي على الإدارة الموافقة على التغييرات.
- تعليمات حول الوقت لتقديم التغيرات على الفور (إلغاء الجرد الحالي) خلال دورة الإنتاج التالية، أو في بعض العلامات البارزة الأخرى.

## وصلات خارجية
- Cadence Conformal ECO Designer - Automating ECO Generation for ASICs
- The Human ECO Compiler
- A free Word template with fields for this information is available associated with Ullman.[وصلة مكسورة]